# Ligne 7 du métro de Valence
La ligne 7 (en catalan : Línia 7 de Metrovalència) est l'une des dix lignes du réseau du métro de Valence et l'une des six lignes de métro, ouverte en mars 2015. Elle est exploitée par FGV et dessert quatre communes.

## Historique
La ligne 7 est créée le 6 mars 2015, le prolongement du réseau jusqu'à Riba-roja de Túria étant l'occasion d'une refonte de la numérotation des lignes,. Elle reprend le parcours d'une deux trames de la ligne 5, qui allait initialement de Aiora à Torrent et qui avait ensuite été prolongée à Marítim-Serrería et à Torrent Avinguda,.

## Caractéristiques

### Ligne
La ligne compte 16 stations, dont dix souterraines, et parcourt 15,45 km. Les rails sont à écartement métrique et la voie est double sur l'intégralité du trajet,.
Elle traverse quatre communes, du nord au sud : Valence, Paiporta, Picanya et Torrent.

### Stations et correspondances
|  |   |  | Station               | Communes                  | Correspondances                                                                         |
|  | - |  | --------------------- | ------------------------- | --------------------------------------------------------------------------------------- |
|  | ■ |  | Marítim               | Valence (Camins al Grau)  | Ligne 5 du métro de Valence · Ligne 6 du métro de Valence · Ligne 8 du métro de Valence |
|  | o |  | Ayora                 | Valence (Camins al Grau)  | Ligne 5 du métro de Valence                                                             |
|  | o |  | Amistat-Casa de Salud | Valence (Algirós)         | Ligne 5 du métro de Valence                                                             |
|  | o |  | Aragó                 | Valence (El Pla del Real) | Ligne 5 du métro de Valence                                                             |
|  | o |  | Alameda               | Valence (Vieille ville)   | Ligne 3 du métro de Valence · Ligne 5 du métro de Valence · Ligne 9 du métro de Valence |
|  | o |  | Colón                 | Valence (Vieille ville)   | Ligne 3 du métro de Valence · Ligne 5 du métro de Valence · Ligne 9 du métro de Valence |
|  | o |  | Bailén                | Valence (Extramurs)       | Ligne 10 du métro de Valence · Cercanías de Valence                                     |
|  | o |  | Jesús                 | Valence (Jesús)           | Ligne 1 du métro de Valence · Ligne 2 du métro de Valence                               |
|  | o |  | Patraix               | Valence (Patraix)         | Ligne 1 du métro de Valence · Ligne 2 du métro de Valence                               |
|  | o |  | Safranar              | Valence (Patraix)         | Ligne 1 du métro de Valence · Ligne 2 du métro de Valence                               |
|  | o |  | Sant Isidre           | Valence (Patraix)         | Ligne 1 du métro de Valence · Ligne 2 du métro de Valence · Cercanías de Valence        |
|  | o |  | València Sud          | Valence (Pobles del Sud)  | Ligne 1 du métro de Valence · Ligne 2 du métro de Valence                               |
|  | o |  | Picanya               | Picanya                   | Ligne 1 du métro de Valence · Ligne 2 du métro de Valence                               |
|  | o |  | Paiporta              | Paiporta                  | Ligne 1 du métro de Valence · Ligne 2 du métro de Valence                               |
|  | o |  | Torrent               | Torrent                   | Ligne 1 du métro de Valence · Ligne 2 du métro de Valence                               |
|  | ■ |  | Torrent Avinguda      | Torrent                   | Ligne 2 du métro de Valence                                                             |

## Exploitation
La ligne est exploitée par les Ferrocarrils de la Generalitat Valenciana (FGV), sous la marque Metrovalència.

### Matériel roulant
La ligne est servie par des trains de type série 4300, produits par Vossloh.

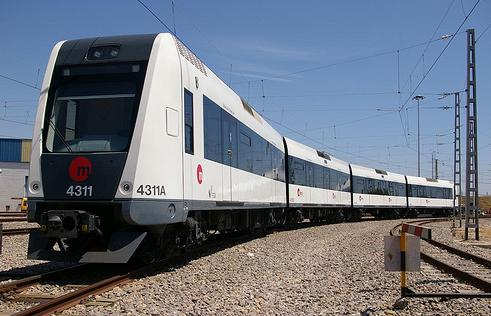
Un train série 4300.